# Альфа Ворона
Альфа Ворона (лат. α Corvi), 1 Ворона (лат. 1 Corvi), HD 105452 — одиночная звезда в созвездии Ворона на расстоянии приблизительно 49 световых лет (около 15 парсеков) от Солнца. Видимая звёздная величина звезды — +4,02m. Возраст звезды определён как около 1,34 млрд лет.
У звезды есть традиционное название Альхиба (арабское ألخبا  аль-Xiba «палатка») или Al Minliar al Ghurab.

## Характеристики
Альфа Ворона — жёлто-белая звезда спектрального класса F1V, или F2. Масса — около 1,4 солнечной, радиус — около 1,307 солнечного, светимость — около 4,696 солнечных. Эффективная температура — около 6723 K.

## Планетная система
В 2019 году учёными, анализирующими данные проектов HIPPARCOS и Gaia, у звезды обнаружена планета.

## В культуре
Al Minliar al Ghurab (на арабском ألمنخر الغراب al-manxar al-ghurab) или Minkar al Ghyrab указана в каталоге звёзд Calendarium составленном Al Achsasi al Mouakket и в переводе на латинский значит Rostrum Corvi (клюв ворона).
В китайской астрономии Альхиба называлась 右轄 (Пиньинь: Yòuxiá), что значит правая чека колеса(англ. Right Linchpin) и входила в астеризм Телега.
USS Alchiba (AKA-6) — название корабля ВМФ США.